# Paratelmatoscopus mindanensis
Paratelmatoscopus mindanensis és una espècie d'insecte dípter pertanyent a la família dels psicòdids que es troba a les illes Filipines.